# Labyrinth (filmzene)
A Labyrinth az 1986-ban megjelent, azonos című film filmzenealbuma. A zenéket Trevor Jones és a film egyik főszerepét alakító David Bowie szerezte. Az album 1986-ban jelent meg hanglemezen és kazettán, és 1989-ben CD-n.
A dalok nagy része instrumentális. Szövege az Underground, Magic Dance, Chilly Down, As the World Falls Down és Within You című számoknak van, ezeket a Chilly Down kivételével Bowie adja elő a filmben.
Kislemezen az Underground és a Magic Dance jelent meg 1986-ban, majd letöltésként 2007-ben. Harmadik kislemezként az As the World Falls Downt tervezték kiadni karácsonyra, és a dalból készült is egy rövidebb változat és egy videóklip, de végül ismeretlen okokból nem jelentették meg.

## Dallista
| #   | Cím                                  | Szerző(k)    | Hossz |
| --- | ------------------------------------ | ------------ | ----- |
| 1.  | Opening Titles Including Underground | Bowie, Jones | 3:21  |
| 2.  | Into the Labyrinth                   | Jones        | 2:12  |
| 3.  | Magic Dance                          | Bowie        | 5:13  |
| 4.  | Sarah                                | Jones        | 3:12  |
| 5.  | Chilly Down                          | Bowie        | 3:46  |
| 6.  | Hallucination                        | Jones        | 3:02  |
| 7.  | As the World Falls Down              | Bowie        | 4:51  |
| 8.  | The Goblin Battle                    | Jones        | 3:31  |
| 9.  | Within You                           | Bowie        | 3:30  |
| 10. | Thirteen O'Clock                     | Jones        | 3:09  |
| 11. | Home at Last                         | Jones        | 1:49  |
| 12. | Underground                          | Bowie        | 5:57  |

## Kislemezek
- Magic Dance (EMI / V-19217)
- Underground (EMI America / EA216)